# Championnat d'Italie de rugby à XV 1995-1996
Navigation
Serie A1 1994-1995 Serie A1 1996-1997
Le Championnat d'Italie de rugby à XV 1995-1996 oppose les douze meilleures équipes italiennes de rugby à XV. Le championnat débute en 1995 et se termine le 19 mai 1996. Le tournoi se déroule sous la forme d'un championnat unique en matchs aller-retour. Les 8 premiers de la phase régulière sont qualifiés pour les play-off.
Milan bat en finale Benetton Rugby Trévise sur le score de 23 à 17 et remporte son 18e titre. Le match se déroule au Stade Mario-Battaglini à Rovigo devant 5 000 spectateurs.

## Équipes participantes
Les douze équipes sont les suivantes :
| - L'Aquila - Amatori Catane - Benetton Rugby Trévise - Fly Flot Calvisano - Livorno Vincere Insieme - Milan | - Mirano Osama - Petrarca Simod - Piacenza Cari - Rugby Roma - Rovigo Record Cucine - San Donà Lafert |

## Résultats

### Classement de la phase régulière
| Rang | Club                    | J  | V  | N | D  | Pm  | Pe  | Diff | Pts |
| ---- | ----------------------- | -- | -- | - | -- | --- | --- | ---- | --- |
| 1    | Benetton Trévise        | 22 | 20 | 0 | 2  | 937 | 347 | +590 | 40  |
| 2    | Amatori Rugby Milan (T) | 22 | 20 | 0 | 2  | 932 | 354 | +578 | 40  |
| 3    | Amatori Catane          | 22 | 11 | 1 | 10 | 447 | 558 | -111 | 23  |
| 4    | L'Aquila Rugby          | 22 | 11 | 1 | 10 | 511 | 514 | -3   | 23  |
| 5    | San Donà Lafert         | 22 | 11 | 0 | 11 | 471 | 470 | +1   | 22  |
| 6    | Petrarca Padoue         | 22 | 10 | 0 | 12 | 402 | 422 | -20  | 20  |
| 7    | Rugby Rome              | 22 | 10 | 0 | 12 | 475 | 585 | -110 | 20  |
| 8    | Rugby Rovigo            | 22 | 9  | 1 | 12 | 503 | 488 | +15  | 19  |
| 9    | Rugby Calvisano         | 22 | 9  | 0 | 13 | 414 | 492 | -78  | 18  |
| 10   | Livorno Vincere Insieme | 22 | 7  | 1 | 14 | 443 | 748 | -305 | 15  |
| 11   | Mirano Osama            | 22 | 6  | 0 | 16 | 345 | 652 | -307 | 12  |
| 12   | Piacenza Cari           | 22 | 6  | 0 | 16 | 311 | 561 | -250 | 11¹ |

¹Piacenza Cari écope d'un point de pénalité.
|  | Qualifiés pour la phase finale (no 1, no 2, no 3, no 4, no 5, no 6) |
|  | Préliminaires (no 7, no 8)                                          |
|  | Relégués (no 11, no 12)                                             |
|  | T : tenant du titre 1995                                            |

Attribution des points :  victoire : 2, match nul : 1, défaite : 0.

### Phase finale

#### Matchs préliminaires
| 1996 | Rugby Roma | 46 – 22 | Bologna Deltalat |  |
| 1996 |            |         |                  |  |
| 1996 |            |         |                  |  |

| 1996 | Rovigo Record Cucine | 38 – 3 | Colleferro Serenissima |  |
| 1996 |                      |        |                        |  |
| 1996 |                      |        |                        |  |

### Tableau
|  | Quarts de finale       | Quarts de finale       |                        |                 | Demi-finales           | Demi-finales           |        |  | Finale          | Finale      |
|  | Quarts de finale       | Quarts de finale       |                        |                 | Demi-finales           | Demi-finales           |        |  | Finale          | Finale      |
|  |                        |                        |                        |                 |                        |                        |        |  |                 |             |
|  | 1996                   | 1996                   |                        |                 | 1996                   | 1996                   |        |  | 19 mai 1996     | 19 mai 1996 |
|  | 1996                   | 1996                   |                        |                 | 1996                   | 1996                   |        |  | 19 mai 1996     | 19 mai 1996 |
|  | Milan                  | 50 \| 110              |                        |                 | 1996                   | 1996                   |        |  | 19 mai 1996     | 19 mai 1996 |
|  | Milan                  | 50 \| 110              |                        |                 | 1996                   | 1996                   |        |  | 19 mai 1996     | 19 mai 1996 |
|  | Rugby Roma             | 15 \| 0                |                        |                 | 1996                   | 1996                   |        |  | 19 mai 1996     | 19 mai 1996 |
|  | Rugby Roma             | 15 \| 0                | Milan                  | 35 \| 38        |                        |                        |        |  | 19 mai 1996     | 19 mai 1996 |
|  | 1996                   |                        | Milan                  | 35 \| 38        |                        |                        |        |  | 19 mai 1996     | 19 mai 1996 |
|  |                        | Petrarca Simod         | 18 \| 26               |                 |                        |                        |        |  | 19 mai 1996     | 19 mai 1996 |
|  | Petrarca Simod         | Petrarca Simod         | 18 \| 26               | 20 \| 12        |                        |                        |        |  | 19 mai 1996     | 19 mai 1996 |
|  | Petrarca Simod         |                        |                        | 20 \| 12        |                        |                        |        |  | 19 mai 1996     | 19 mai 1996 |
|  | Amatori Catane         | 16 \| 6                |                        |                 |                        |                        |        |  | 19 mai 1996     | 19 mai 1996 |
|  | Amatori Catane         | 16 \| 6                | Milan                  | 23              |                        |                        |        |  |                 |             |
|  | 1996                   |                        | Milan                  | 23              |                        |                        |        |  |                 |             |
|  |                        | Benetton Rugby Trévise | 17                     |                 |                        |                        |        |  |                 |             |
|  | Benetton Rugby Trévise | Benetton Rugby Trévise | 17                     | 32 \| 16        |                        |                        |        |  |                 |             |
|  | Benetton Rugby Trévise | 1996                   |                        | 32 \| 16        |                        |                        |        |  |                 |             |
|  | Rovigo Record Cucine   | 16 \| 18               |                        |                 |                        |                        |        |  |                 |             |
|  | Rovigo Record Cucine   | 16 \| 18               | Benetton Rugby Trévise | 39 \| 24        |                        |                        |        |  |                 |             |
|  | 1996                   | 1996                   | Benetton Rugby Trévise | 39 \| 24        | Match pour la 3e place | Match pour la 3e place |        |  |                 |             |
|  | 1996                   | 1996                   |                        | San Donà Lafert | Match pour la 3e place | Match pour la 3e place | 7 \| 6 |  |                 |             |
|  | San Donà Lafert        | 26 \| 30               | le 18 mai 1996         | le 18 mai 1996  |                        |                        | 7 \| 6 |  |                 |             |
|  | San Donà Lafert        | 26 \| 30               | le 18 mai 1996         | le 18 mai 1996  |                        |                        |        |  |                 |             |
|  | L'Aquila               | 22 \| 29               |                        | Petrarca Simod  | 14                     |                        |        |  |                 |             |
|  | L'Aquila               | 22 \| 29               |                        | Petrarca Simod  | 14                     |                        |        |  |                 |             |
|  |                        |                        |                        |                 |                        |                        |        |  | San Donà Lafert | 13          |
|  |                        |                        |                        |                 |                        |                        |        |  | San Donà Lafert | 13          |

#### Match pour la3eplace
| 18 mai 1996 | Petrarca Simod | 14 – 13 | San Donà Lafert | Stadio Comunale di Monigo, Trévise |
| 18 mai 1996 |                |         |                 | Stadio Comunale di Monigo, Trévise |
| 18 mai 1996 |                |         |                 | Stadio Comunale di Monigo, Trévise |

## Finale
| 19 mai 1996 | Milan | 23 – 17 | Benetton Rugby Trévise | Stade Mario-Battaglini, Rovigo 5 000 spectateurs Arbitre : Giacomel |
| 19 mai 1996 |       |         |                        | Stade Mario-Battaglini, Rovigo 5 000 spectateurs Arbitre : Giacomel |
| 19 mai 1996 |       |         |                        | Stade Mario-Battaglini, Rovigo 5 000 spectateurs Arbitre : Giacomel |

## Vainqueur
| Entraîneur | Entraîneur             | Gustavo Milano                                                   |
| Avants     | Pilier                 | Massimo Cuttitta                                                 |
| Avants     | Talonneur              | Milano                                                           |
| Avants     | Deuxième ligne         |                                                                  |
| Avants     | Troisième ligne aile   |                                                                  |
| Avants     | Troisième ligne centre | Vaghi                                                            |
| Arrières   | Demi de mêlée          |                                                                  |
| Arrières   | Demi d'ouverture       | Diego Domínguez, Brolis                                          |
| Arrières   | Centre                 | Pedroni, Properzi, Ricchebono, Rovelli                           |
| Arrières   | Ailier                 | Cascinari, Chon, Marcello Cuttitta, Llanes, Marengoni, Scanziani |
| Arrières   | Arrière                | Cicciò                                                           |